# Мексиканско песо
Вижте пояснителната страница за други значения на песо.
Мексиканското песо е валутата и официалното разплащателно средство на Мексико. Съвременните валути песо и долар имат общ произход от испанския долар от XV – XIX век, като повечето продължават да използват знакът за долар $. Мексиканското песо е десетата най-търгувана валута в света, третата най-търгувана валута от Америка (след американския и канадския долар) и най-търгуваната валута в Латинска Америка. Песото се подразделя на 100 сентаво, представени от знака ¢. Към 5 октомври 2019 г. курсът на песото е 21,43 долара за евро и 19,52 долара за 1 щатски долар.

## Етимология
Името за първи път се използва във връзка с песос оро (златни тежести) или песо плата (сребърни тежести). Песо на испански означава „тежест“. Други страни, които използват песо като валута, са Аржентина, Чили, Колумбия, Куба, Доминиканска република, Филипините и Уругвай.

## История
През XIX век испанските златни и сребърни монети от региона на Латинска Америка са били една от световните валути и са били широко използвани в търговията. През 1863 г. има преход към десетичната система: монета от 8 реала („испански долар“) се нарича песо; от своя страна тя е разделена на 100 сентаво. От времето на мексиканската революция мексиканското песо преживява няколко пъти инфлация, което довежда до промяна в метала на монетите и техния размер, но не и до парични реформи. През 80-те години мексиканското песо претърпява хиперинфлация, а от 1 януари 1993 г. е заменено от новото мексиканско песо с курс 1 към 1000. От 1 януари 1996 г. името на мексиканското песо се използва за новата валута и надписите върху банкнотите и монетите се променят (дизайнът им обаче остава непроменен).

## Банкноти и монети
От монетите в обращение са 5, 10, 20 и 50 сентаво, както и 1, 2, 5, 10 и 20 песа. От банкнотите в обращение са 20, 50, 100, 200, 500 и 1000 песа.